# Prunus lundelliana
Prunus lundelliana är en rosväxtart som beskrevs av Paul Carpenter Standley. Prunus lundelliana ingår i släktet prunusar, och familjen rosväxter. Inga underarter finns listade i Catalogue of Life.